# Баньямуленге
Баньямуленге — название этнических тутси, живущих на востоке Демократической Республики Конго.
Термин «баньямуленге» появился сравнительно недавно, в 1970-е годы. На языке киконго «банья» — это «приходящий», а «Муленге» — название населенного пункта в шефферии Бафулеро, где обосновались предки баньямуленге и откуда происходило их расселение в другие районы ДРК. Соответственно, «баньямуленге» означает «житель Муленге». Сами тутси (как и хуту, живущие в ДРК) предпочитают использовать название, которое употреблялось до 1970 года — «баньяруанда» (руандийцы).

## История
Люди, говорящие на руандийском языке, появились на территории современной ДРК ещё в Средние века. До появления европейских колонизаторов в конце XIX века государственные образования этого региона находились в состоянии постоянных конфликтов между собой. Большая часть территории будущей Восточной провинции ДРК была захвачена королём Руанды Кигели IV  (1860-1895). Каждый раз, когда руандийцы захватывали новые территории, происходило их переселение (как тутси, так и хуту) на эти территории.
После того как Конго стала бельгийской колонией, началась миграция из Руанды и Бурунди в Конго для работ на плантациях хлопка и на строительстве железной дороги.
В начале XX века миграция из Руанды в восточные районы Конго, прежде всего в Киву, происходила в результате найма на работу, по семейным обстоятельствам или другим причинам.
В результате погромов в Руанде 1959-1960 и 1973-1974 годов потоки беженцев оттуда также устремились в Конго (Заир). Переселенцы обосновались в Бвегера, затем переместились к деревне Муленге и расселились по всему горному плато Итомбве .
Тутси стремились занять руководящие посты в политике, администрации, армии, бизнесе, что порождало у коренных жителей неприязнь к ним. В районах с большой плотностью населения начались бунты автохтонных этнических групп против засилья тутси в политике и экономике. Тутси, в свою очередь, объединялись для самообороны и нанесения ответных ударов. Прежде всего, это относится к территории Масиси в провинции Северное Киву, где и сейчас существуют как открытые, так и латентные конфликты.
В 1971 году был издан закон, по которому все руандийцы, проживавшие в Заире с 30 июня 1960 года, становились заирскими гражданами. В следующем году этот закон был дополнен положением о том, что заирское гражданство распространяется также на лиц, проживавших на территории Заира с 1 января 1950 года. Однако в 1981 году этот закон был отменён. Это вызвало протесты баньяруанда. В марте 1993 года возникший в Масиси конфликт между выходцами из Руанды и местным населением унес 2000 жизней, ¾ которых составили баньяруанда. Было сожжено около 80 деревень, 130 тыс. человек покинули свои родные места.
«Проблема баньямуленге» сначала существовала лишь в Северном Киву, однако очень скоро она распространилась на Южное Киву, а затем и всю ДРК.
Когда в 1996 году началась Первая конголезская война, то баньямуленге активно поддержали Лорана Кабилу и вошли в его ближайшее окружение.
Но подготовленный в 1998 году проект закона о гражданстве ДРК содержал положения, которые, в случае их реализации, могли лишь обострить этнические проблемы. Так, статья 31 проекта требовала от лиц, претендующих на конголезское гражданство, доказать свою принадлежность к такой этнической группе,  которая проживала на территории современной ДРК до 1885 года и имела там определенную административную организацию. Это лишало баньямуленге гражданства. Поэтому неудивительно, что во время начавшейся в 1998 году Второй конголезской войны они, в основном, поддержали противников Кабилы (Конголезское объединение за демократию).
«Проблема баньямуленге» осталась нерешенной и при новом президенте Жозефе Кабиле, несмотря на его попытки найти компромисс. В статье 14 конституции переходного периода от 2003 года говорилось, что все этнические группы и национальности, проживающие на территории ДРК, должны иметь равные права и защищаться законом. Однако на практике это не соблюдалось и в восточных провинциях ДРК возобновлялись локальные конфликты, связанные с политическими требованиями баньямуленге.

## Описание
Баньямуленге, как и тутси вообще, легко узнаваемы среди других африканских народов. Как правило, это высокие и стройные люди. Черты их лица напоминают европейские: тонкий прямой нос, узкие скулы, нетолстые губы.
Они известны как отличные воины и охранники, отличаются организованностью и дисциплиной.
Иногда баньямуленге называют «африканскими евреями» (как и в целом этнос тутси).
Баньямуленге, живущие в Северном Киву, более цивилизованны, чем горные баньямуленге Южного Киву, говорящие на руандийском языке.